# タピオ・ヴィルカラ

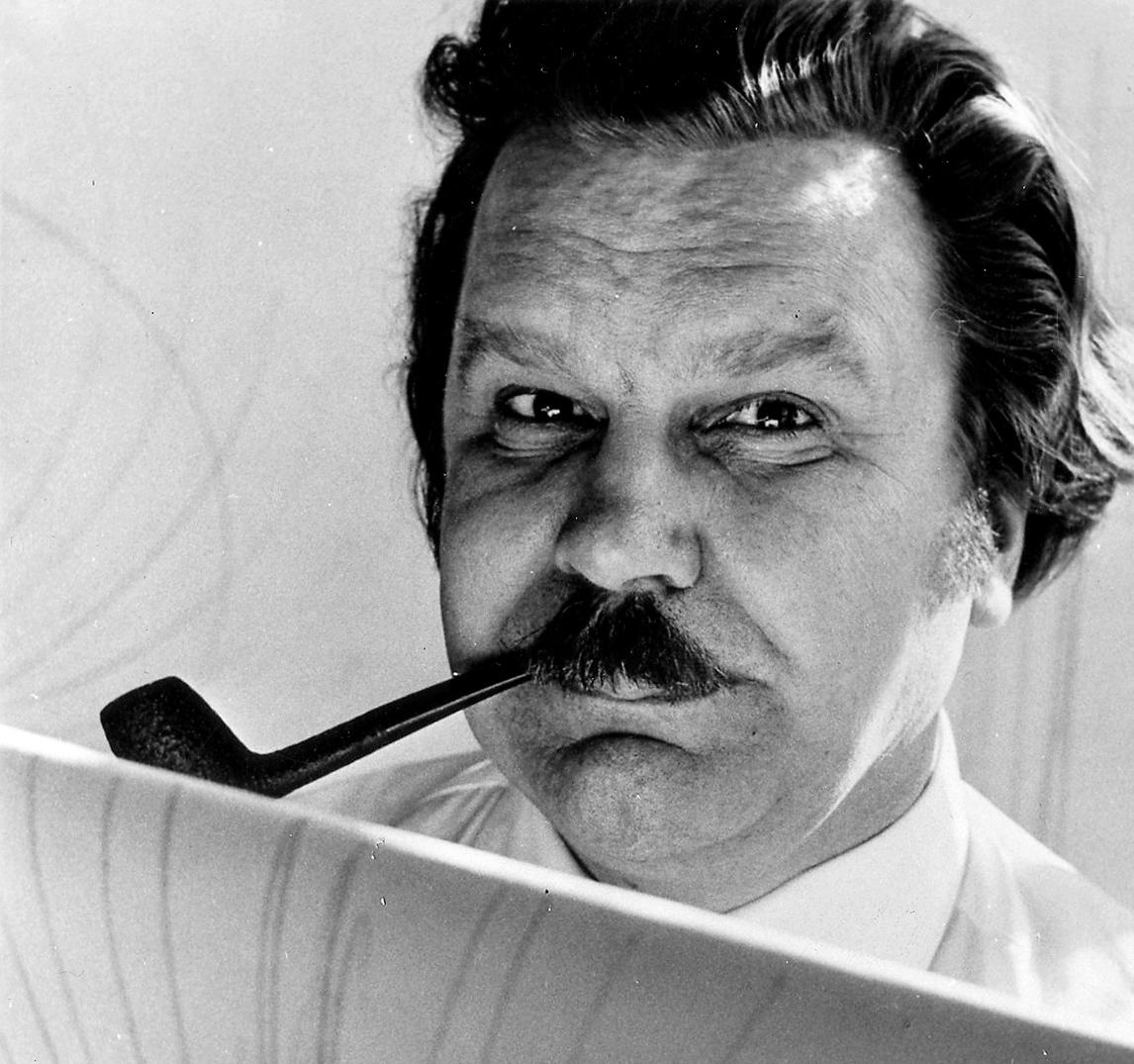
タピオ・ヴィルカラ（1959年）

タピオ・ヴィルカラ（Tapio Wirkkala, 1915年6月2日 - 1985年5月19日）は、フィンランドを代表するデザイナー、彫刻家。よりフィンランド語に近い表記ではタピオ・ヴィルッカラ。娘のマーリアは現代芸術家。
広告代理店に勤務しながら数々のデザインコンペに参加し、人々に知られる。1947年、イッタラ社のデザインコンペに優勝。1951年、ミラノで行われたトリエンナーレで三部門金メダルを受賞し、名声を不動のものとする。彼のデザインは、ガラス食器やカトラリーといったテーブルウェアから、テーブルや椅子、照明といった家具、ケチャップやシャンプー容器などの工業デザイン、紙幣やオリンピックの記念切手にいたるまで、実に多彩である。氷や水、木の葉など、自然の要素を巧みにモチーフに取り入れ、見る者にフィンランドの自然と対峙しているかのような感覚を抱かせる。
1951年から1954年の間は、ヘルシンキ工芸大学の芸術科教授として、後進の指導にも当たっている。

## 年表
- 1915年　フィンランド、ハンコに生まれる。
- 1933年 - 1936年 ヘルシンキの美術学校で彫刻を学ぶ。
- 1946年 - イッタラ社のデザイナーとして勤務する。
- 1947年 - イッタラ社のデザインコンペに優勝。
- 1951年 - 1954年
  - ミラノ・トリエンナーレで三部門グランプリを受賞。1952年、1954年にもそれぞれ入賞する。
  - ヘルシンキ工芸大学（英語版）で教鞭をとる。
- 1985年 - ヘルシンキで死去。

## 主な作品

### ガラス製品
- 1946年 - Chantarelle (Kantarelliとしても知られている) ※ワイングラス等
- 1952年 - タピオ (Tapio)　※トリエンナーレ入賞作品
- 1959年 - ブリリアント・シェリー・ワイングラス (Brilliant sherry wine glass)
- 1968年 - ウルティマ・ツーレ (Ultima Thule) シリーズ　※タンブラー、ショットグラス等
- 1972年 - ガイザ (Gaissa)　※オールドファッションドグラス等